# L'Introduction au théâtre de chambre juif
 (juin 2021).
Si vous disposez d'ouvrages ou d'articles de référence ou si vous connaissez des sites web de qualité traitant du thème abordé ici, merci de compléter l'article en donnant les références utiles à sa vérifiabilité et en les liant à la section « Notes et références ».
L'Introduction au théâtre de chambre juif est un tableau réalisé par le peintre russe Marc Chagall en 1920. Cette tempera et gouache sur toile représente différents personnages, parmi lesquels de nombreux musiciens. Elle est conservée à la galerie Tretiakov, à Moscou.
Une étude préparatoire pour ce tableau est conservée au Centre Pompidou à Paris.